# Jedna si Jedina

Vlag van Bosnië en Herzegovina, 1992-1998

 Jedna si Jedina  is het voormalige volkslied van Bosnië en Herzegovina tussen 1992 en 1998 op tekst van Dino Merlin (1992) en door hem gearrangeerde muziek van een oud Bosnisch volkslied "S one strane Plive" ("Aan de andere oever van de Pliva"). De Serven en Kroaten stond dit lied naar verluidt niet aan. (Er is ook een andere versie met afwijkende tekst.) Dit volkslied werd gebruikt tot 1998, samen met de oude vlag. Het is vervangen door Intermeco.

## Tekst
| Bosnische tekst I Zemljo tisućljetna Na vjernost ti se kunem Od mora do Save, Od Drine do Une. Refrein Jedna si jedina Moja domovina. Jedna si jedina, Bosna i Hercegovina. II Bog nek te sačuva Za pokoljenja nova. Zemljo mojih snova Mojih pradjedova. Refrein III Teško onoj ruci koja ti zaprijeti Sinovi i kćeri za te će umrijeti Refrein | Nederlandse vertaling I Duizendjarig land Ik zweer je trouw Van de zee tot aan de Sava Van de Drina tot de Una Refrein Jij bent uniek, Mijn vaderland Jij bent uniek Mijn Bosnië en Herzegovina II God bewaar je Nog generaties lang Land van mijn dromen Van mijn overgrootouders Refrein III Hard tegen de hand Die je bedreigt Zonen en dochters Zullen voor je sterven Refrein |